# FK Saned (kvinder)
Moterų futbolo komanda "Saned" eller Saned er en litauisk kvindefodboldklub fra Joniškis.

## Stadion
Klubben har hjemmebane på Žagarės miesto stadionas (Žagarė by; kapacitet 500).
Siden 2022 – Pakruojo miesto stadionas (Pakruojis by; kapacitet 2 000).

## Historiske slutplaceringer
| Sæson | Niveau | Liga           | Placering | Kilde(r)          | Notering                          |
| ----- | ------ | -------------- | --------- | ----------------- | --------------------------------- |
| 2021  | 2.     | LMFA I lyga    | 11–12     | [ 3 ] [ 4 ] [ 5 ] | Oprykning til Kvinder A lyga 2022 |
| 2022  | 1.     | Kvinder A lyga | 5.        | [ 6 ]             |                                   |
| 2023  | 1.     | Kvinder A lyga | 6.        |                   |                                   |
| 2024  | 1.     | Kvinder A lyga | 6.        | [ 7 ]             |                                   |

## Klub farver
| FK SANED | FK SANED |

## Nuværende trup
Oversigten er opdateret til og med 15. november 2024
| Nr. | Land    | Position | Spiller              |
| --- | ------- | -------- | -------------------- |
| 1   | Litauen | MM       | Kamilė Drąsutytė     |
|     | Litauen | MI       | Jotvilė Šapaitė      |
|     | Litauen | MI       | Kornelija Domkutė    |
|     | Litauen | MI       | Livija Toropovaitė   |
|     | Litauen | AN       | Ligita Toropovaitė   |
|     | Litauen | MI       | Gabija Toropovaitė   |
|     | Litauen | MI       | Jorūnė Lipnikaitė    |
|     | Litauen | FO       | (kapten)             |
|     | Litauen | FO       | Rugilė Butkutė       |
|     | Litauen | FO       | Vesta Ilgūnaitė      |
|     | Litauen | FO       | Kamilė Gudelevičiūtė |
|     | Litauen | FO       | Simona Lunevičiūtė   |
|     | Litauen |          | Eitvydė Valantinaitė |

## Trænere
- Tatjana Veržbitskaja (2022–)